# Аджоев, Гурам Гурамович
Гура́м Гура́мович Аджо́ев (род. 27 февраля 1995, Мишкольц, Венгрия) — российский футболист, нападающий.

## Биография
Сын футболиста Гурама Аджоева. Родился 27 февраля 1995 года в Венгрии, где в то время выступал его отец. Воспитанник школы раменского «Сатурна» и московского «Динамо». 26 февраля 2016 года подписал контракт с тульским «Арсеналом». Дебютировал в российской премьер-лиге 1 апреля 2017 года в матче против «Томи», выйдя на замену на 90-й минуте.